# Bredstedt
Bredstedt (in danese Bredsted, in frisone settentrionale Bräist, in basso-tedesco Breedsteed, in jutlandico meridionale Bräjst) è una città di 5 624 abitanti dello Schleswig-Holstein, in Germania.
Appartiene al circondario (Kreis) della Frisia Settentrionale (targa NF) ed è parte della comunità amministrativa (Amt) di Mittleres Nordfriesland.